# Witaszewice
Witaszewice – wieś w Polsce położona w województwie łódzkim, w powiecie łęczyckim, w gminie Góra Świętej Małgorzaty.
Wieś od XVIII w. była własnością podczaszego Ignacego Szamowskiego.
Wiosną 1833 roku, w majątku Eugeniusza Szamowskiego w Witaszewicach ukrywał się Zenon Świętosławski, uczestnik partyzantki Zaliwskiego.
W latach 1975–1998 miejscowość administracyjnie należała do województwa płockiego.
Przez miejscowość przebiega droga wojewódzka nr 703.